# 阿根廷麗魚
阿根廷麗魚，為條鰭魚綱䲁形目麗魚科麗魚屬的其中一種，分布於南美洲奧里諾科河及黑河流域，體長可達61.7公分，棲息在潟湖及流動緩慢的溪流淺水處，屬肉食性，以魚類為食。本魚可食用。本魚中文俗名雖叫「阿根廷麗魚」，但本魚是熱帶魚，温帶氣候的阿根廷併無本魚分布。

## 命名
本魚由德國博物學家亞歷山大·馮·洪保德於1821年命名。
本魚學名的種加詞取自奧里諾科河之名字「Orinoco」，加上拉丁文地名屬格後綴「-ensis」組成，因本魚模式標本來自奧里諾科河而得名。

## 分布
本魚分布於南美洲的委內瑞拉和哥倫比亞境內的奧裡諾科河支流流域，以及巴西亞馬遜河流域的內格羅河流域。原生國家地區包括巴西（亞馬遜州、羅賴馬州）、哥倫比亞及委內瑞拉。
本魚也被引入到東南亞馬來西亞的馬來半島并成為歸化種。
本魚為熱帶淡水魚、大洋底棲性，棲息於內陸河流域，適應水質酸醎值為pH 5.5 - 6.5，適應水溫為27℃-29℃。

## 形態
本魚為中型魚，最大標準體長可達61.7公分，成魚平均標準體長28.0公分，通常在26至30公分之間，有記錄體重最重為6.2公斤。體形為一般紡錘形。
本魚的鑑別特徵為：本魚與同屬其他魚種的差異在於體側通常具有三個大型黑色眼狀斑塊，但有時第2與第3斑塊發育不規則或無眼狀環。幼魚體側帶為縮短型。與其他具有縮短型幼體側帶的同屬魚種相比，成魚體側缺乏（相對於存在）明顯的縱帶；與眼點麗魚（C. ocellaris）相比，側線幾乎總是不連續型（相對於幾乎總是連續型）、缺乏（相對於存在）1a與2a條紋以及腹部斑塊；與凱氏麗魚（C. kelberi）、單麗魚（C. monoculus ）及多色麗魚  （C. pleiozona） 相比，缺乏（相對於存在）腹部斑塊及枕部條紋，且具有（相對於缺乏）眼後標記；與黑斑麗魚（C. nigromaculata ）相比，缺乏（相對於存在）1a與2a條紋，且缺乏（對比：存在）背部的小型黑斑。

## 生態
本魚為大洋底棲性淡水魚，常在潟湖淺水的沿岸區域以及河道水流緩慢的河段被捕獲。本魚為肉食性，主要以脂鯉科的小魚為食，偶爾也會食用甲殼類。
本魚為卵生，雌雄異體，有求偶行為，體外受精，為築巢者及護幼者，會從主河道短距洄游氾濫平原的及水庫繁殖。本魚的繁殖季節隨分布地而異，在委内瑞拉，本魚繁殖季節為4月及5月，在奧裡諾科河水位上升時開始洄游，在洛斯亞諾斯則在旱季開始時洄游。

## 經濟利用
本魚為食用魚，為經濟漁業魚種，也是遊釣魚，而且是水族箱的觀賞魚類，本魚一般難以在圈養環境下繁殖，但在委内瑞拉已成功進行繁衍養殖，用於遊釣活動。

## 風險管理
本魚對人類無害。

## 保護現狀
本魚的種群數量記錄不詳，但資料顯示其種群穩定，其數量豐富並且常見。
本魚的潜在威脅來自河流沿岸的工業化，尤其合法及非法的採礦使河流的汞含量上升，以及不受管制的觀賞性寵物交易（主要在哥倫比亞）及森林砍伐。毁林與土地退化導致淤泥進入河中使水質變得混濁，這會影響依靠視覚捕獵的本魚。
目前當地對本魚沒有保護措施，評估者認為需要對本魚的數量變化、利用及貿易影響進行研究，並制定可持續的捕撈管理策略。
本魚面對著若干潜在威脅，但本魚仍廣泛地分布在原始地區，所以國際自然保護聯盟於2020年評估本魚為「無危物種」。

## 擴展閱讀
- 維基物種上的相關：阿根廷麗魚